# Corydoras trilineatus
Corydoras trilineatus és una espècie de peix de la família dels cal·líctids i de l'ordre dels siluriformes que es troba a Sud-amèrica: conca del riu Amazones i Surinam.
Els mascles poden assolir els 6,1 cm de llargària total.